# Sagaan Ubgen

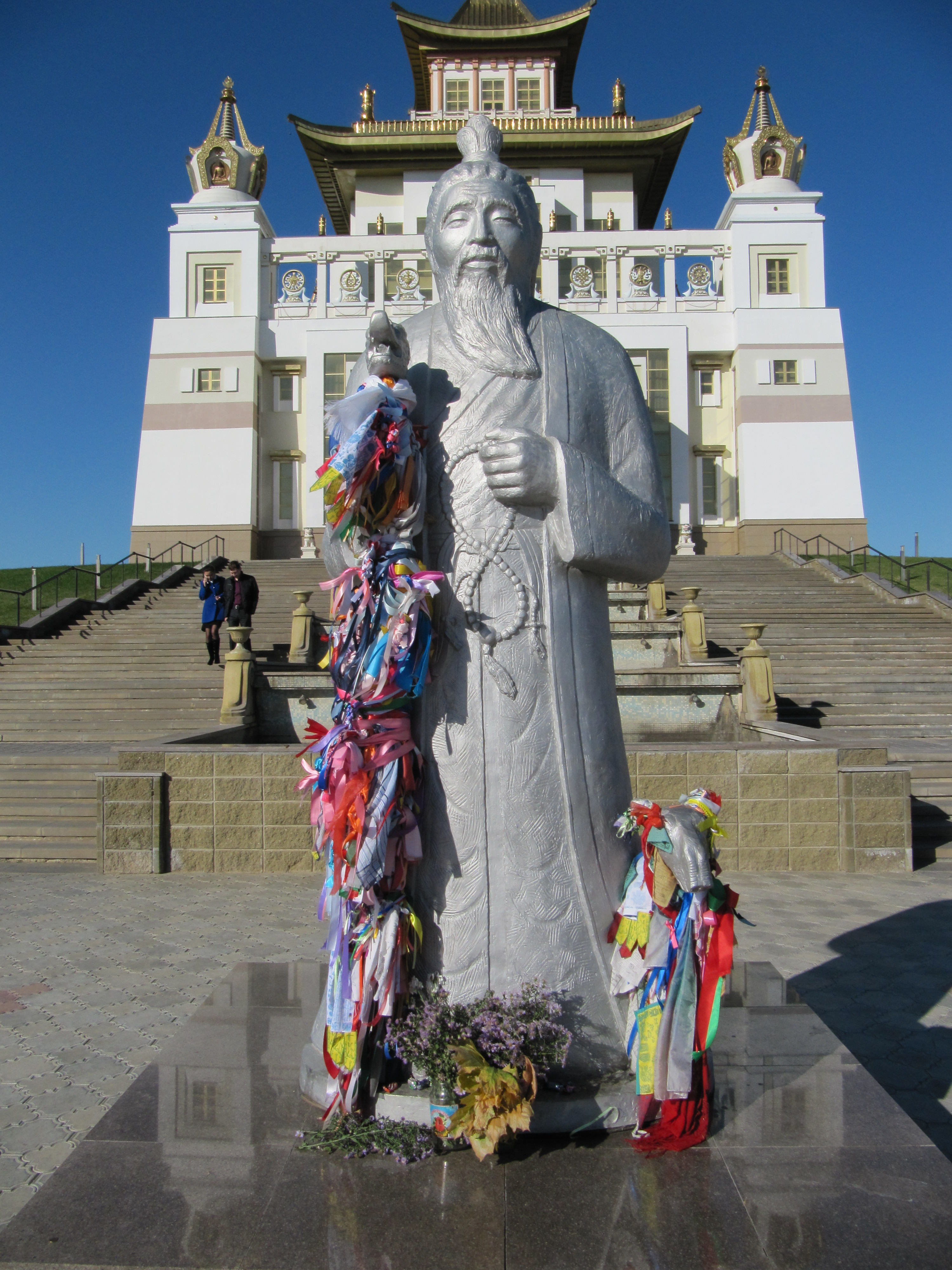
In der kalmückischen Sprache lautet sein Name Цаган Авга/Цаган Аав. Diese Statue von Tsagan Aav steht vor dem Goldenen Tempel des Śākyamuni-Buddha in Elista, Kalmückien.

Sagaan Ubgen (Der alte Weiße, Weißer Alter Mann; Mongolisch: (Дэлхийн) цагаан өвгөн; Burjatisch: Сагаан үбгэн; Russisch: Белый Старец) ist der mongolische Wächter des Lebens und der Langlebigkeit. Andere Transliterationen des Namens lauten Tsagaan Uvgun, Tsagaan Övgön, Tsagaan Ebugen oder Cagan Öbö.
Er ist eines der Symbole für Fruchtbarkeit und Wohlstand im buddhistischen Pantheon. Sagaan Ubgen wird als Gottheit im von Gelehrten so genannten „weißen Schamanismus“ verehrt, einer Unterordnung des „burjatischen gelben Schamanismus“. Dabei handelt es sich um eine schamanistische Tradition, die buddhistische Rituale und Glaubenspraktiken einbezieht und die vom tibetischen Buddhismus beeinflusst wird. Sagaan Ubgen stammt aus der Mongolei.
In einigen Versionen seiner Mythologie lebt Sagaan Ubgen, der weiße Alte, mit Itügen, der Mutter Erde, zusammen.

## Synkretische Aufnahme in das buddhistische Pantheon

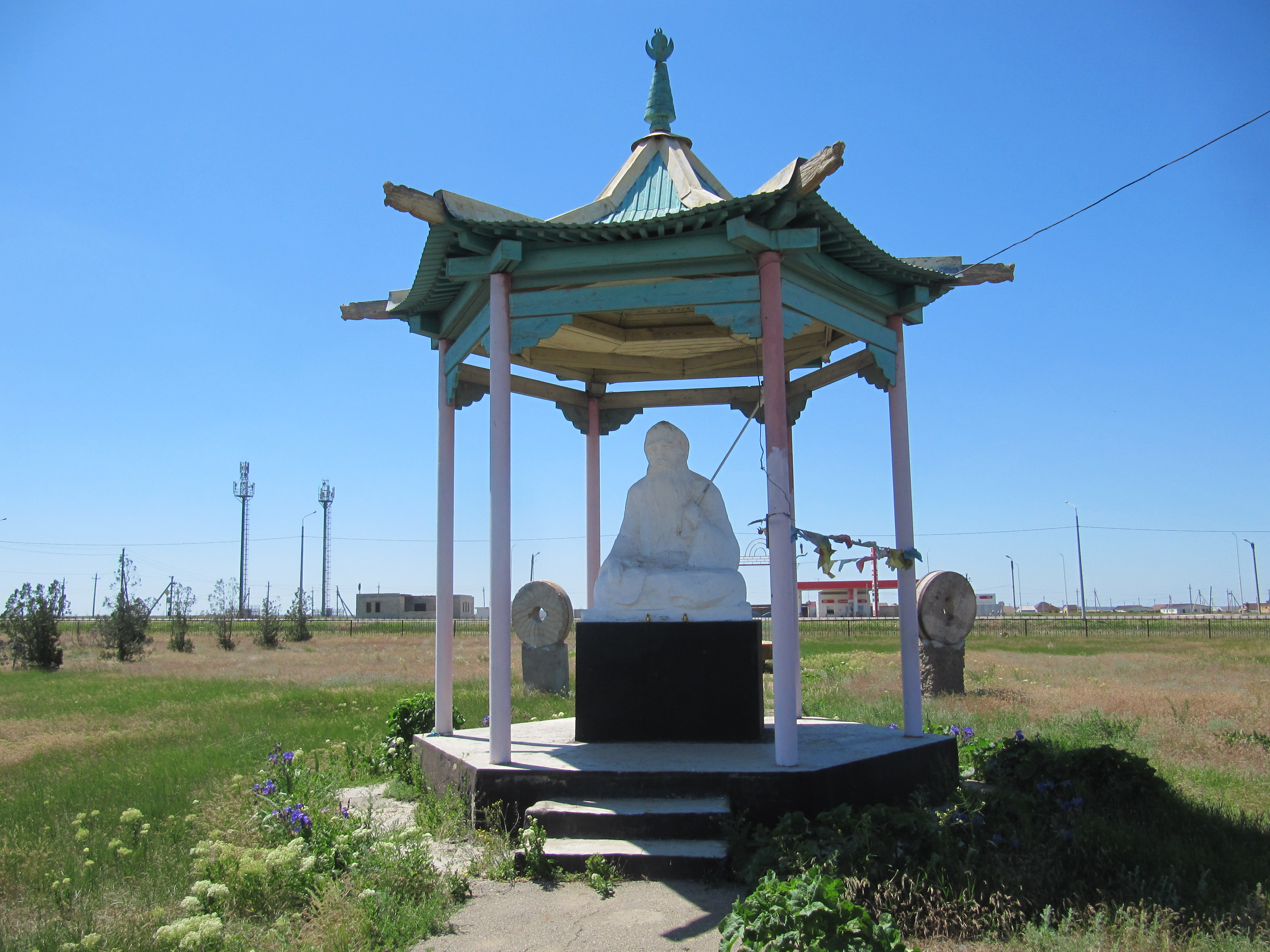
Statue in Troizkoje, Kalmückien

Zum buddhistischen Pantheon der heutigen Mongolen und Burjaten gehört auch Sagaan Ubgen. Wie bei vielen anderen Figuren ist dies das Ergebnis eines Synkretismus mit dem indigenen Schamanismus der Region. Bevor der Buddhismus in die Mongolei und nach Burjatien kam, war Sagaan Ubgen der Gott der Langlebigkeit, des Wohlstands und der Fruchtbarkeit. Um zur weiteren Verehrung als Teil der buddhistischen Riten beizutragen, wurden weitere Erzählungen zur bestehenden Mythologie hinzugefügt. Darin wird erzählt, wie er den Buddhismus annahm und zu einem Beschützer dieser Religion wurde, während er zugleich seine bisherigen, eher weltlichen, Funktionen weiterführt. Eine Version der Geschichte berichtet davon, wie Buddha und seine Jünger eines Tages auf einem Spaziergang auf Sagaan Ubgen trafen. Dieser beeindruckte den Buddha mit seiner Weisheit, so dass er Sagaan Ubgen zum „Heiligen“ ernannte. In einer anderen Version der Erzählung ist Sagaan Ubgen einer von zwei Jägern, neben Hara Ubgen, welche auf der Jagd Milarepa in dessen Höhle begegnen. Milarepa überredet sie dazu, das Jagen aufzugeben und die Lehren des Buddhismus zu verbreiten.

## Aussehen und Ikonografie

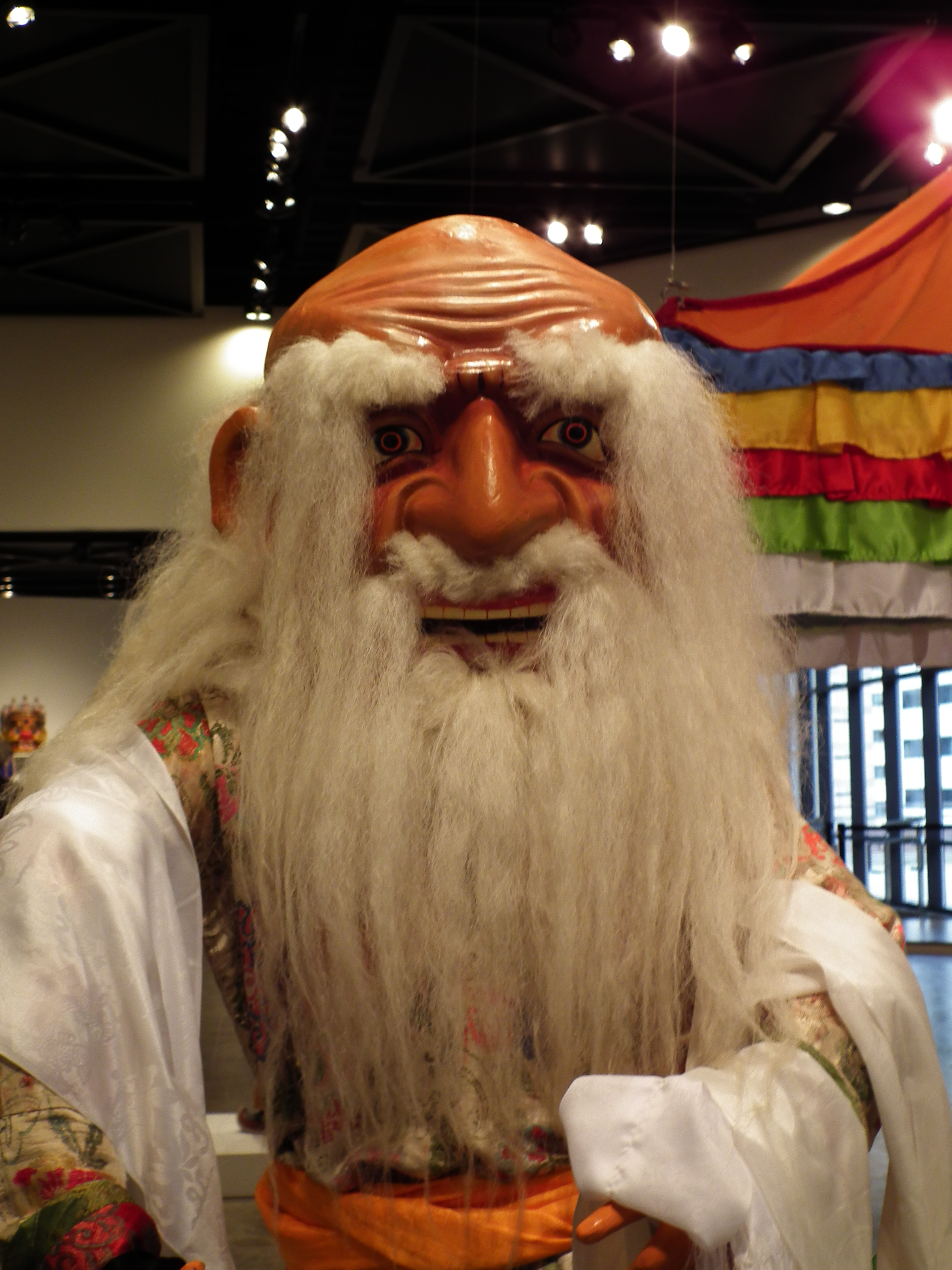
Mongolische Cham-Maske

Sagaan Ubgen wird oft ähnlich dargestellt wie die tibetische Gottheit Pekar oder wie der chinesische Alte Mann vom Südpol. Wie dieser ist Sagaan Ubgen die Schutzgottheit der Langlebigkeit, des Wohlstands und der Gesundheit. Seine gewöhnliche Erscheinung ist die eines kahlen, alten Mannes mit einem weißen Bart. Er trägt einen Stab mit Drachenkopf und das Buch des Schicksal bei sich. Er wird traditionsgemäß von einem Reh und einem Pfirsichbaum dargestellt.

## Cham-Tänze

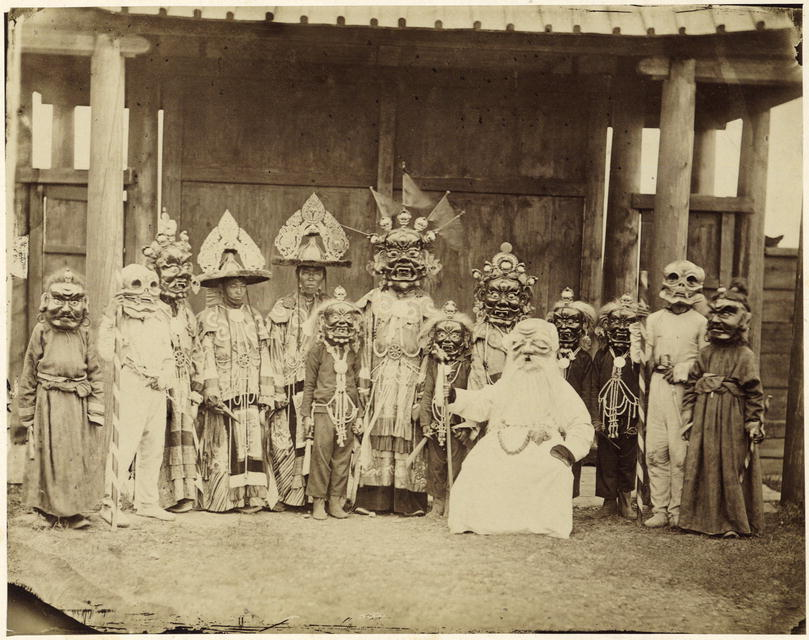
Eine Aufnahme von 1880, welche eine Tsam-Tanztruppe zeigt. Sagaan Ubgen sitzt rechts in der ersten Reihe.

Auch in der mongolischen Version der Cham-Tänze ist Sagaan Ubgen ein kahler, alter Mann mit weißem Bart. Er trägt dort eine Schnupftabakdose am Gürtel und tritt in Begleitung anderer maskierter Charaktere auf. Diese stellen andere synkretisch-buddhistische Gottheiten dar, etwa Begze, Mahākāla oder der Garuda. Der Weiße Alte ist einer der wenigen Charaktere im Tanz, die sprechen kann.
Seine Figur wurde auf Geheiß des 13. Dalai Lama in den tibetischen Cham-Tanz aufgenommen, nachdem er in seinem Exil in der Äußeren Mongolei einen Traum hatte. Auf Tibetisch heißt er rgan po dkar po oder kurz rgan dkar. Bei einem Cham-Neujahrstanz im Namgyal-Kloster des Potala-Palasts trat er erstmals auf. Von dort verbreitete er sich zu Cham-Tänzen anderer Klöster in ganz Tibet.
Sagaan Ubgen ist der Hauptcharakter im „Tigertanz“, welcher den Übergang vom alten ins neue Jahr symbolisiert. Er betritt die Tanzfläche schwach und torkelnd, häufig wird er auch getragen. Nachdem er symbolisch einen Tiger tötet, indem er mit einem Stock auf ein Tigerfell schlägt, kehrt seine Stärke zurück. In einigen Spielarten des Tanzes schreitet er dann am Publikum vorbei und bettelt um Geldspenden und gibt manchmal im Gegenzug etwas von seinem Schnupftabak ab. In anderen Spielarten beginnt er dagegen, Alkohol zu trinken und zu tanzen, bis er dafür zu betrunken ist.